# Наджикаба
Наджикаба (фр. Nadjikaba) — деревня в Чаде, расположенная на территории региона Мандуль.

## Географическое положение
Деревня находится в южной части Чада, на правом берегу реки Мула, на высоте 365 метров над уровнем моря.
Населённый пункт расположен на расстоянии приблизительно 507 километров к юго-востоку от столицы страны Нджамены.

## Климат
Климат деревни характеризуется как тропический, с сухой зимой и дождливым летом (Aw в классификации климатов Кёппена). Среднегодовая температура воздуха составляет 26,9 °C. Средняя температура самого холодного месяца (декабря) составляет 25,1 °С, самого жаркого месяца (апреля) — 30 °С. Расчётная многолетняя норма осадков — 1057 мм. В течение года количество осадков распределено неравномерно, основная их масса выпадает в период с апреля по октябрь. Наибольшее количество осадков выпадает в августе (247 мм).

## Транспорт
Ближайший аэропорт расположен в городе Моисала.